# Les Fous du volant (série télévisée d'animation, 2017)
 (juin 2018).
Si vous disposez d'ouvrages ou d'articles de référence ou si vous connaissez des sites web de qualité traitant du thème abordé ici, merci de compléter l'article en donnant les références utiles à sa vérifiabilité et en les liant à la section « Notes et références ».
Ne doit pas être confondu avec Les Fous du volant (série télévisée d'animation, 1968).
Pour les articles homonymes, voir Wacky Races et Les Fous du volant (homonymie).
Les Fous du volant (titre original : Wacky Races, littéralement « Courses délirantes ») est une série d'animation américaine créée en 2017 par Rebecca Himot et Tramm Wigzell. 
C'est un reboot / remake de la série d'animation Les Fous du volant de 1968, créée à l'époque par Hanna-Barbera.
La série a d'abord été disponible sur le système de vidéo à la demande (VàD) de Boomerang aux États-Unis, puis a été disponible à l'international en 2017.
En France, la série est diffusée sur Boomerang, France 3 et Boing en période scolaire.
Au Québec, la série est diffusée sur Télétoon.

## Résumé
La série met en scène des personnages issus de la première série : Satanas et Diabolo, Pénélope Jolicœur, Pierre de Beau-Fixe ainsi que Pique et Collégramme. De nouveaux personnages ont été ajoutés, comme Q.I Failoiseau, Mick Rofone, Madame Bêtacorne et Pandora Jolicœur, tandis que les autres personnages de la première série ont été supprimés : Rufus-la-Rondelle et Saucisson, Malabar et Malabille, Roc et Gravillon, Al Carbone et ses acolytes, le Sergent Grosse-Pomme et le Soldat Petit-Pois, Max-le-Rouge, et enfin le Professeur Maboulette.
Même si la série reste fidèle à l'originale, elle se concentre plus sur les vies personnelles des coureurs. De nouvelles histoires sont ajoutées, et le plus souvent il n'y a pas de vainqueur ou de perdant à la fin de la course.

## Distribution

### Voix originales
- Peter Woodward : Satanas (Dick Dastardly en VO)
- Billy West : Diabolo (Muttley en VO) et Collégramme (Tiny en VO)
- Nicole Parker Redford: Pénélope Jolicœur (Penelope Pitstop en VO) et Pandora Jolicœur (Sœur jumelle de Pénélope) (Pandora Pitstop en VO)
- Diedrich Bader : Pierre de Beau-Fixe (Peter Perfect en VO)
- Tom Kenny : Pique (Bella en VO)
- Jill Talley : Q.I Failoiseau (I.Q Ickly en VO) et Madame Bêtacorne (P.T Barnstorm en VO)
- Billy West et Tom Kenny : Capitaine Phil Comelevent (Captain Dash en VO), Polly, Bugsy, Barbe Bleue (Bluebeard en VO) et Davy Côtelette (Davey Bones en VO)
- Christopher Judge : Mick Rofone (Brick Crashman en VO)

Source : carton du doublage situé après le générique de fin.

### Voix françaises
- Jean-Philippe Puymartin : Satanas
- Karine Foviau : Pénélope Jolicœur
- Isabelle Volpe: Pandora Jolicœur et Madame Guillotine
- Serge Faliu : Pierre de Beau-Fixe
- Antoine Tomé : Collégramme
- Xavier Fagnon : Pique
- Fily Keita : Q.I Failoiseau et Madame Bêtacorne
- Jérémy Prévost : Capitaine Phil Comelevent, Polly, Bugsy, Barbe Bleue et Davy Côtelette
- Jérôme Pauwels : Mick Rofone

version française réalisée par Deluxe Media Paris, sous la direction artistique de Danièle Hazan, avec une adaptation des dialogues par Marc Bacon et Olivier Jankovic, enregistré et mixé par Thomas Dupart.
 Source : carton du doublage français situé après le générique de fin.

## Épisodes

### Première saison
1. Chaussées glissantes (Titre original : Ya Win Some, Ya Luge Some)
2. Régime à l'italienne (Titre original : Mambo Itali-Go-Go)
3. Le Bayou d'Omar Aicage (Titre original : So Far to Mardi Gras)
4. Les Cloches de Pâques (Titre original : Easter Express)
5. Les Bouffons du tournoivolant (Titre original : Race-a-lot)
6. Pierre qui roule n'amasse rien (Titre original : Peter Imperfect)
7. Le Canyon de l'angoisse (Titre original : Yes, We Canyon)
8. Capharnaüm à Rome (Titre original : Roamin' Racers)
9. Les Pilotes du pénitencier (Titre original : Smokey and the Racers)
10. Complot au palais (Titre original : Raceketeers)
11. La Course fantastique (Titre original : Fantastic Race)
12. Voyage au fond du coffre (Titre original : Space Race)
13. Les Manchabalaivolants (Titre original : Backseat Drivers)
14. Sortie de piste (Titre original : Off Track)
15. La Course des cavernes (Titre original : Cave Racers)
16. Rêve Party (Titre original : Guru My Dreams)
17. Glaciale Invasion (Titre original : Cold Rush)
18. Une drôle de vie (Titre original : It's A Wacky Life)
19. La Malédiction du bretzel (Titre original : Pretzel Logic)
20. Noël en péril (Titre original : Dashing Thru The Snow)
21. Le Circuit de tous les dangers (Titre original : Formula Racing)
22. L'Exil (Titre original : Unraceable)
23. Gentil, vous avez dit gentil ? (Titre original : Sister, Twister)
24. Mars cherche pilotes (Titre original : Mars Needs Racers)
25. Les Hommes taupes (Titre original : Race To The Bottom)
26. Pour trente secondes de moins (Titre original : Do Over Dastardly)
27. Manque d'élan chez les élans (Titre original : Swap Meet)
28. Maman est un as du volant (Titre original : Mother Knows Best)
29. La Course contre le temps (Titre original : Race Against Time)
30. La Métamorphose de Collégramme (Titre original : My Fair Tiny)
31. Le Trésor des Leprechauns (Titre original : Under The Rainbow)
32. Poursuite galactique (Titre original : Wacky Spaces)
33. Voyage en Idolâtropie (Titre original : The Perils Of Peter Perfect)
34. Tous Satanas (Titre original : Who Needs Purple?)
35. Le Numéro un (Titre original : Race To Infinity)
36. Aventure au Far West (Titre original : His Way Or The Highway)
37. La Course à l'infinitude (Titre original : Racer Roundup)
38. Satané grand-père (Titre original : Grandfather Knows Dast)
39. La Course des 40 mètres (Titre original : 40 Yard Dash)
40. Hong Kong Fou Fou (Titre original : Hong Kong Screwy)

### Deuxième saison
1. Hadèssanas et les Argo-volants (Titre original : Dickie and the RaceaNauts)
2. Le Club du bonheur de Tonton Dickie (Titre original : Uncle Dickies Happy Sunshine Childrens Hour)
3. Beaucoup de bruit pour pas grand-chose (Titre original : Much Ado About Wacky)
4. Du rififi à Bombay (Titre original : Far and Away in Old Bombay)
5. Les Volants sont éternels (Titre original : The Wacky Always Races Twice)
6. Les Momies en folie (Titre original : Mummy Madness)
7. Pierre de point zéro (Titre original : Peter 2.0)
8. (Titre original : Little Pink Riding Hood)
9. Grande course en Grande Bretagne (Titre original : Punky Races)
10. Ragnarok & roll (Titre original : Ragnarok and Roll)
11. Le Fond du fond (Titre original : Wacklantis)
12. (Titre original : Game On)
13. Le Rayon violet (Titre original : The Purple Ray from Outer Space)
14. Diabodzilla contre Fous du volant (Titre original : Attack of the Mega-Muttley)
15. Alien que pourra (Titre original : The Wack Stuff)
16. Nom d'un chien, Satanas ! (Titre original : Dog Gone Dastardly)
17. Mauvaises mines (Titre original : King Solomon's Races)
18. Le Procès de Satanas (Titre original : The Trial of Dick Dastardly)
19. (Titre original : Signed Sealed and Wacky)
20. (Titre original : Wacky Races the Movie)
21. (Titre original : Catasrophe)